# Aphaniosoma hungaricum
Aphaniosoma hungaricum är en tvåvingeart som beskrevs av Soos 1981. Aphaniosoma hungaricum ingår i släktet Aphaniosoma och familjen gulflugor.
Artens utbredningsområde är Ungern. Inga underarter finns listade i Catalogue of Life.